# 2015年六一晚会
2015年中国中央电视台六一晚会（简称2015年六一晚会）是中国中央电视台于2016年六一儿童节举办的少儿文艺晚会，该晚会的主题为“欢乐的节日”，由邬纯芳执导。